# Rinnen (Karlanda socken, Värmland, 661037-129487)
Rinnen är en sjö i Årjängs kommun i Värmland och ingår i Göta älvs huvudavrinningsområde. Sjön har en area på 0,739 kvadratkilometer och ligger 179,3 meter över havet. Sjön avvattnas av vattendraget Rinnälven.

## Delavrinningsområde
Rinnen ingår i det delavrinningsområde (661306-129444) som SMHI kallar för Mynnar i Rinnan. Medelhöjden är 241 meter över havet och ytan är 43,49 kvadratkilometer. Det finns inga avrinningsområden uppströms utan avrinningsområdet är högsta punkten. Rinnälven som avvattnar avrinningsområdet har biflödesordning 4, vilket innebär att vattnet flödar genom totalt 4 vattendrag innan det når havet efter 336 kilometer. Avrinningsområdet består mestadels av skog (77 procent) och sankmarker (12 procent). Avrinningsområdet har 1,94 kvadratkilometer vattenytor vilket ger det en sjöprocent på 4,5 procent.